# Lista parków stanowych w stanie Pensylwania
Lista parków stanowych w stanie Pensylwania zawiera 111 parków stanowych różnej wielkości. W Pensylwanii znajduje się również dziewięć innych obszarów chronionych zarządzanych przez Pennsylvania Department of Conservation and Natural Resources, które w nazwie nie mają słów state park i nie są uwzględnione w tym zestawieniu.
| Nazwa parku           | Hrabstwo                                  | Powierzchnia w akrach | Powierzchnia w km² | Rok ustanowienia |
| --------------------- | ----------------------------------------- | --------------------- | ------------------ | ---------------- |
| Allegheny Islands     | Allegheny                                 | 43                    | 0.17               | 1980             |
| Archbald Pothole      | Lackawanna                                | 150                   | 0.61               | 1964             |
| Bald Eagle            | Centre                                    | 5900                  | 23.88              | 1971             |
| Beltzville            | Carbon                                    | 2973                  | 12.03              | 1972             |
| Bendigo               | Elk                                       | 100                   | 0.4                | 1959             |
| Benjamin Rush         | Philadelphia                              | 275                   | 1.11               | 1975             |
| Big Pocono            | Monroe                                    | 1306                  | 5.29               | 1954             |
| Big Spring            | Perry                                     | 45                    | 0.18               | 1936             |
| Black Moshannon       | Centre                                    | 3394                  | 13.74              | 1937             |
| Blue Knob             | Bedford                                   | 5874                  | 23.77              | 1945             |
| Buchanan's Birthplace | Franklin                                  | 18.5                  | 0.07               | 1911             |
| Bucktail              | Cameron i Clinton                         | 21039                 | 85.14              | 1933             |
| Caledonia             | Adams i Franklin                          | 1125                  | 4.55               | 1903             |
| Canoe Creek           | Blair                                     | 658                   | 2.66               | 1979             |
| Chapman               | Warren                                    | 805                   | 3.26               | 1951             |
| Cherry Springs        | Potter                                    | 48                    | 0.19               | 1922             |
| Clear Creek           | Jefferson                                 | 1676                  | 6.78               | 1922             |
| Codorus               | York                                      | 3329                  | 13.47              | 1966             |
| Colonel Denning       | Cumberland                                | 273                   | 1.1                | 1936             |
| Colton Point          | Tioga                                     | 368                   | 1.49               | 1936             |
| Cook Forest           | Clarion, Forest i Jefferson               | 8500                  | 34.4               | 1927             |
| Cowans Gap            | Fulton                                    | 1085                  | 4.39               | 1937             |
| Delaware Canal        | Bucks i Northampton                       | 830                   | 3.36               | 1931             |
| Denton Hill           | Potter                                    | 700                   | 2.83               | 1951             |
| Elk                   | Elk                                       | 3192                  | 12.92              | 1963             |
| Erie Bluffs           | Erie                                      | 540                   | 2.19               | 2004             |
| Evansburg             | Montgomery                                | 3349                  | 13.55              | 1979             |
| Fort Washington       | Montgomery                                | 493                   | 2                  | 1953             |
| Fowlers Hollow        | Perry                                     | 104                   | 0.42               | 1936             |
| Frances Slocum        | Luzerne                                   | 1035                  | 4.19               | 1968             |
| French Creek          | Berks i Chester                           | 7339                  | 29.7               | 1946             |
| Gifford Pinchot       | York                                      | 2338                  | 9.46               | 1961             |
| Gouldsboro            | Monroe i Wayne                            | 2880                  | 11.65              | 1958             |
| Greenwood Furnace     | Huntingdon                                | 423                   | 1.71               | 1924             |
| Hickory Run           | Carbon                                    | 15550                 | 62.93              | 1945             |
| Hillman               | Washington                                | 3600                  | 14.57              | lata 1960-te     |
| Hills Creek           | Tioga                                     | 407                   | 1.65               | 1953             |
| Hyner Run             | Clinton                                   | 180                   | 0.73               | 1958             |
| Hyner View            | Clinton                                   | 6                     | 0.02               | 1965             |
| Kettle Creek          | Clinton                                   | 1793                  | 7.26               | 1954             |
| Keystone              | Westmoreland                              | 1200                  | 4.86               | 1945             |
| Kinzua Bridge         | McKean                                    | 329                   | 1.33               | 1980             |
| Kooser                | Somerset                                  | 250                   | 1.01               | 1922             |
| Lackawanna            | Lackawanna                                | 1411                  | 5.71               | 1972             |
| Laurel Hill           | Somerset                                  | 3935                  | 15.92              | 1945             |
| Laurel Mountain       | Somerset i Westmoreland                   | 493                   | 2.00               | 1964             |
| Laurel Ridge          | Cambria, Fayette, Somerset i Westmoreland | 13625                 | 55.14              | 1967             |
| Laurel Summit         | Westmoreland                              | 6                     | 0.02               | 1964             |
| Lehigh Gorge          | Carbon i Luzerne                          | 4548                  | 18.41              | 1980             |
| Leonard Harrison      | Tioga                                     | 585                   | 2.37               | 1922             |
| Linn Run              | Westmoreland                              | 612                   | 2.48               | 1924             |
| Little Buffalo        | Perry                                     | 923                   | 3.74               | 1972             |
| Little Pine           | Lycoming                                  | 2158                  | 8.73               | 1937             |
| Locust Lake           | Schuylkill                                | 1089                  | 4.41               | 1966             |
| Lyman Run             | Potter                                    | 595                   | 2.41               | 1951             |
| Marsh Creek           | Chester                                   | 1705                  | 6.9                | 1974             |
| Maurice K. Goddard    | Mercer                                    | 2856                  | 11.56              | 1972             |
| McCalls Dam           | Centre                                    | 8                     | 0.03               | 1933             |
| McConnells Mill       | Lawrence                                  | 2546                  | 10.3               | 1957             |
| Memorial Lake         | Lebanon                                   | 230                   | 0.93               | 1945             |
| Milton                | Northumberland                            | 82                    | 0.33               | 1966             |
| Mont Alto             | Franklin                                  | 24                    | 0.1                | 1902             |
| Moraine               | Butler                                    | 16725                 | 67.68              | 1970             |
| Mt. Pisgah            | Bradford                                  | 1302                  | 5.27               | 1979             |
| Nescopeck             | Luzerne                                   | 3550                  | 14.37              | 2005             |
| Neshaminy             | Bucks                                     | 330                   | 1.34               | 1956             |
| Nockamixon            | Bucks                                     | 5283                  | 21.38              | 1973             |
| Ohiopyle              | Fayette                                   | 19052                 | 77.1               | 1965             |
| Oil Creek             | Venango                                   | 6250                  | 25.29              | 1931             |
| Ole Bull              | Potter                                    | 132                   | 0.53               | 1925             |
| Parker Dam            | Clearfield                                | 968                   | 3.92               | 1936             |
| Patterson             | Potter                                    | 10                    | 0.04               | 1925             |
| Penn-Roosevelt        | Centre                                    | 41                    | 0.17               | 1983             |
| Pine Grove Furnace    | Cumberland                                | 696                   | 2.82               | 1913             |
| Poe Paddy             | Centre                                    | 23                    | 0.09               | 1938             |
| Poe Valley            | Centre                                    | 620                   | 2.51               | 1938             |
| Point                 | Allegheny                                 | 36                    | 0.15               | 1974             |
| Presque Isle          | Erie                                      | 3200                  | 12.95              | 1921             |
| Prince Gallitzin      | Cambria                                   | 6249                  | 25.29              | 1965             |
| Promised Land         | Pike                                      | 3000                  | 12.14              | 1905             |
| Prompton              | Wayne                                     | 2000                  | 8.09               | 1962             |
| Prouty Place          | Potter                                    | 5                     | 0.02               | 1925             |
| Pymatuning            | Crawford                                  | 21122                 | 85.48              | 1934             |
| R. B. Winter          | Union                                     | 695                   | 2.81               | 1933             |
| Raccoon Creek         | Beaver                                    | 7572                  | 30.64              | 1945             |
| Ralph Stover          | Bucks                                     | 45                    | 0.18               | 1931             |
| Ravensburg            | Clinton                                   | 78                    | 0.32               | 1933             |
| Reeds Gap             | Mifflin                                   | 220                   | 0.89               | 1938             |
| Ricketts Glen         | Columbia, Luzerne i Sullivan              | 13050                 | 52.81              | 1942             |
| Ridley Creek          | Delaware                                  | 2606                  | 10.55              | 1972             |
| Ryerson Station       | Greene                                    | 1164                  | 4.71               | 1967             |
| S. B. Elliott         | Clearfield                                | 318                   | 1.29               | 1933             |
| Salt Springs          | Susquehanna                               | 405                   | 1.64               | 1973             |
| Samuel S. Lewis       | York                                      | 85                    | 0.34               | 1954             |
| Sand Bridge           | Union                                     | 3                     | 0.01               | 1978             |
| Shawnee               | Bedford                                   | 3983                  | 16.12              | 1951             |
| Shikellamy            | Northumberland i Union                    | 132                   | 0.53               | 1960             |
| Sinnemahoning         | Cameron i Potter                          | 1910                  | 7.73               | 1962             |
| Sizerville            | Cameron i Potter                          | 386                   | 1.56               | 1924             |
| Susquehanna           | Lycoming                                  | 20                    | 0.08               | 1961             |
| Susquehannock         | Lancaster                                 | 224                   | 0.91               | 1965             |
| Swatara               | Lebanon i Schuylkill                      | 3515                  | 14.22              | 1987             |
| Tobyhanna             | Monroe                                    | 5440                  | 22.01              | 1949             |
| Trough Creek          | Huntingdon                                | 554                   | 2.24               | 1936             |
| Tuscarora             | Schuylkill                                | 1618                  | 6.55               | 1971             |
| Tyler                 | Bucks                                     | 1711                  | 6.92               | 1974             |
| Upper Pine Bottom     | Lycoming                                  | 5                     | 0.02               | 1924             |
| Warriors Path         | Bedford                                   | 349                   | 1.41               | 1965             |
| Whipple Dam           | Huntingdon                                | 256                   | 1.04               | 1928             |
| Worlds End            | Sullivan                                  | 780                   | 3.16               | 1932             |
| Yellow Creek          | Indiana                                   | 3140                  | 12.71              | 1963             |